# Возвращение в Омашу
«Возвращение в Омашу» (англ. Return to Omashu) — третий эпизод второго сезона американского мультсериала «Аватар: Легенда об Аанге».

## Сюжет
Обнаружив, что Омашу захвачен, Аанг собирается спасти своего друга Буми. С Катарой и Соккой он проникает в город через канализацию. Там к Сокке прилипают фиолетовые пентапусы, оставляя красные отпечатки. Их встречают стражи нации Огня, но команда врёт, что Сокка болен пентакорью, и солдаты в ужасе убегают, боясь заразиться. Азула понимает, что с царским картежом она слишком заметна, и решает собрать элитный отряд из своих старых друзей, чтобы поймать Зуко и дядю Айро. Аанг ищет Буми в чём-то металлическом, в котором тот бы не смог заниматься магией земли. Мэй, дочери губернатора из нации Огня, скучно в городе. Во время прогулки на них сбрасывают камни повстанцы, но Аанг спасает их, однако они принимают и его за предателя и нападают. Аватар с друзьями проваливаются под землю и встречают бунтовщиков.
Азула навещает свою подругу Тай Ли, примкнувшую к цирку, и предлагает ей работу, но девушка отказывается, потому что ей здесь хорошо. Принцесса говорит, что придёт посмотреть на её выступление. Аанг считает, что повстанцам не выиграть из-за численного преимущества магов Огня, и тогда они решают покинуть город, дабы накопить сил. Чтобы вывести из города множество людей, они притворяются больными пентакорью. Аанг остаётся в городе, желая найти и спасти Буми. Маги огня пугаются чумы и выпускают людей из города. Аватар находит Флопси, питомца Буми, и освобождает его, затем отправляясь с ним на поиски его хозяина. Момо проникает в дом губернатора, и за его хвост хватается младший сын правителя, Том-Том. Лемур вываливается с ним из дома и, прокатившись по почтовым трубам, добавляет его в группу повстанцев. Малыш идёт за ними. Азула присутствует на представлении Тай Ли, заставляя хозяина цирка поджечь сетку и выпустить опасных хищников. Аанг возвращается к друзьям с Флопси и говорит, что не нашёл Буми. Лидер повстанцев сообщает им, что среди них лишний человек.
Губернатор думает, что его сына похитили. После выступления Тай Ли, понимая «намёки вселенной», оставляет цирк и присоединяется к миссии Азулы. Команда Аватара приглядывает за Том-Томом, а лидер бунтовщиков остерегается, что милый малыш вырастит в убийцу. Они получают письмо от губернатора, который предлагает сделку: его сына — на царя Буми. На следующий день Аанг готовится к обмену, а в Омашу прибывают Азула и Тай Ли к своей подруге Мэй. Принцесса разочарована провалом губернатора и берёт дело в свои руки, также переименовывая город в Новый Озай в честь своего отца. С Мэй и Тай Ли Азула отправляется на сделку. Аанг, Катара и Сокка показывают им малыша, а отряд спускает царя Буми, запертого в металлическую капсулу. Азула считает, что обмен неравноценен, и сделка срывается. Тогда Аанг использует магию воздуха, чтобы добраться до Буми, раскрывая Азуле, что является Аватаром. Катара сражается против Мэй и Тай Ли, а Сокка держит малыша. Азула пускает молнию, и Аанг с Буми падают на почтовые трубы, укатываясь от неё. Принцесса бросается вдогонку, продолжая атаковать молниями. Тай Ли ударяет Катару по болевым точкам, и она не может использовать магию воды. Сокка на Аппе отбрасывает Мэй и Тай Ли и улетает с сестрой. Буми применяет магию земли своим лицом, чтобы притормозить Азулу. Остановившись, Аанг удивляется, что царь всё это время мог выбраться, но Буми говорит, что исполнил нейтральный джинь: выжидал подходящего момента. Он сообщает Аангу, что не может бросить город, и говорит ему найти учителя магии земли, умеющего ждать и слушать, прежде чем наносить удар. Мэй радуется, что будет искать Зуко, а Азула говорит, что теперь у них ещё одна мишень — Аватар. Вечером Аанг возвращает Том-Тома родителям.

## Отзывы

Динамика оценок IGN к эпизодам 2 сезона мультсериала

Тори Айрленд Мелл из IGN поставил эпизоду оценку 9,1 из 10 и написал, что «серия о возвращении в Омашу была просто потрясающей». Критику понравился «трибьют зомби, возникший из-за пентакорьи». Рецензент отметил, что «одной из самых захватывающих частей этого эпизода было введение двух новых персонажей, Тай Ли и Мэй».
Хайден Чайлдс из The A.V. Club посчитал, что «второстепенный сюжет, в котором Азула собирает своих „подростков мутантов ниндзя“, гораздо важнее», чем основная линия. Ему понравилось, как зрителей знакомили с Тай Ли, когда она смотрела на Азулу, стоя на руках. Критик написал, что «бои довольно хорошо поставлены» в эпизоде. Он подметил, что «откровение Буми о своём пленении также сделано хорошо и вполне правдоподобно».